# 兵庫医科大学
兵庫医科大学（ひょうごいかだいかく、英語: Hyogo Medical University）は、兵庫県西宮市武庫川町に本部を置く、私立の医科大学である。1972年に設置された。略称は兵医（）。

## 概観
兵庫医科大学は、兵庫県で医学部を擁する唯一の私立大学である。1972年、当地にあった武庫川病院を経営する精神科医森村茂樹が中心となって設立された。長年、医学部のみの単科大学であったが、2022年に系列の兵庫医療大学と統合し、4学部となった。

### 建学の精神
- 社会の福祉への奉仕
- 人間への深い愛
- 人間への幅の広い科学的理解

### 特色
古くから兵庫県の特別推薦入学制度がある。この制度は僻地の医師確保を目的とするもので、これによって入学した者には県から修学資金が貸与され、医師免許を取得後、県が指定する僻地医療機関に貸与期間の1.5倍にあたる期間勤務することで、返還が免除される。創立当初は毎年5名、その後1名の期間を経て現在毎年5名を養成している。 アーカイブ 2007年9月27日 - ウェイバックマシン アーカイブ 2007年9月27日 - ウェイバックマシン

## 沿革
- 1972年（昭和47年） - 兵庫医科大学開学[1]、医学部医学科を設置。兵庫医科大学病院完成[1]。
- 1978年（昭和53年） - 大学院医学研究科開設。
- 1997年（平成9年） - 国立篠山病院を経営移譲され、兵庫医科大学篠山病院を開設。
- 1999年（平成11年） - 兵庫医科大学ささやま老人保健施設開設。
- 2001年（平成13年） - 兵庫医科大学附属看護専門学校を開校。
- 2007年（平成19年） - 兵庫医療大学を兵庫県神戸市のポートアイランドに開学。関西学院大学と学術交流に関する包括協定を締結[1]。
- 2009年（平成21年） - 兵庫医科大学附属看護専門学校を閉校。
- 2010年（平成22年） - 兵庫医科大学篠山病院を兵庫医科大学ささやま医療センターと改称。
- 2012年（平成24年）11月 - 孔子学院を開設（2022年2月28日付で閉鎖）[2]。
- 2020年（令和2年）4月 - 兵庫医療大学と統合を発表。
- 2022年（令和4年）4月 - 兵庫医療大学と発展的統合を行い、新・兵庫医科大学となる。旧兵庫医療大学キャンパスは、兵庫医科大学神戸キャンパスと名称変更し、兵庫医科大学は4学部（医学部、薬学部、看護学部、リハビリテーション学部）と4研究科（医学研究科、薬学研究科、看護学研究科、医療科学研究科）となる。
- 2022年（令和4年）10月 - 大阪梅田ツインタワーズ・サウス内に兵庫医科大学梅田健康医学クリニック[3]を開設。
- 2025年（令和7年）4月 - 大学院看護学研究科看護学専攻博士課程とリハビリテーション科学研究科リハビリテーション科学専攻博士課程開設。

## 基礎データ

### 所在地
- 西宮キャンパス（兵庫県西宮市武庫川町1-1）
- 神戸キャンパス（兵庫県神戸市中央区港島1-3-6）
- 篠山キャンパス（兵庫県篠山市黒岡5）

### 象徴
- 校歌は作詞・上野直蔵（同志社大学教授）、作曲・川澄健一（神戸女学院大学教授）によるもので1974年に制定された。

## 教育および研究

### 学部
- 医学部
学年あたりの定員は110名。自学自習に基づくグループ討論を行う「チュートリアル教育」と称するカリキュラムが1年次から4年次まで配されている。医師となることへの動機付けを具体化させることを目指し、1～2年次に早期臨床体験実習を行っている。また、解剖学、生化学などの科目別ではなく、臓器別のカリキュラムを導入しており、それぞれの臓器について解剖・生理・病理・治療などを一貫して学習する体制になっている。
- 薬学部
- 看護学部
- リハビリテーション学部

### 大学院
- 医学研究科
  - 医科学専攻（博士課程）
  - 先端医学専攻（博士課程）

学年当たりの定員は60名で、医科学専攻（40名）と先端医学専攻（20名）からなる。
両専攻とも、4年制博士課程である（医科学専攻は、他大学にあるような基礎医学研究のための修士課程ではない）。
- 薬学研究科
  - 医療薬学専攻（博士課程）
- 看護学研究科
  - 看護学専攻（修士課程）博士課程開設予定）
- 医療科学研究科
  - 医療科学専攻（修士課程）
- リハビリテーション科学研究科（2025年開設予定）
  - リハビリテーション科学専攻（博士課程）

### 附属機関

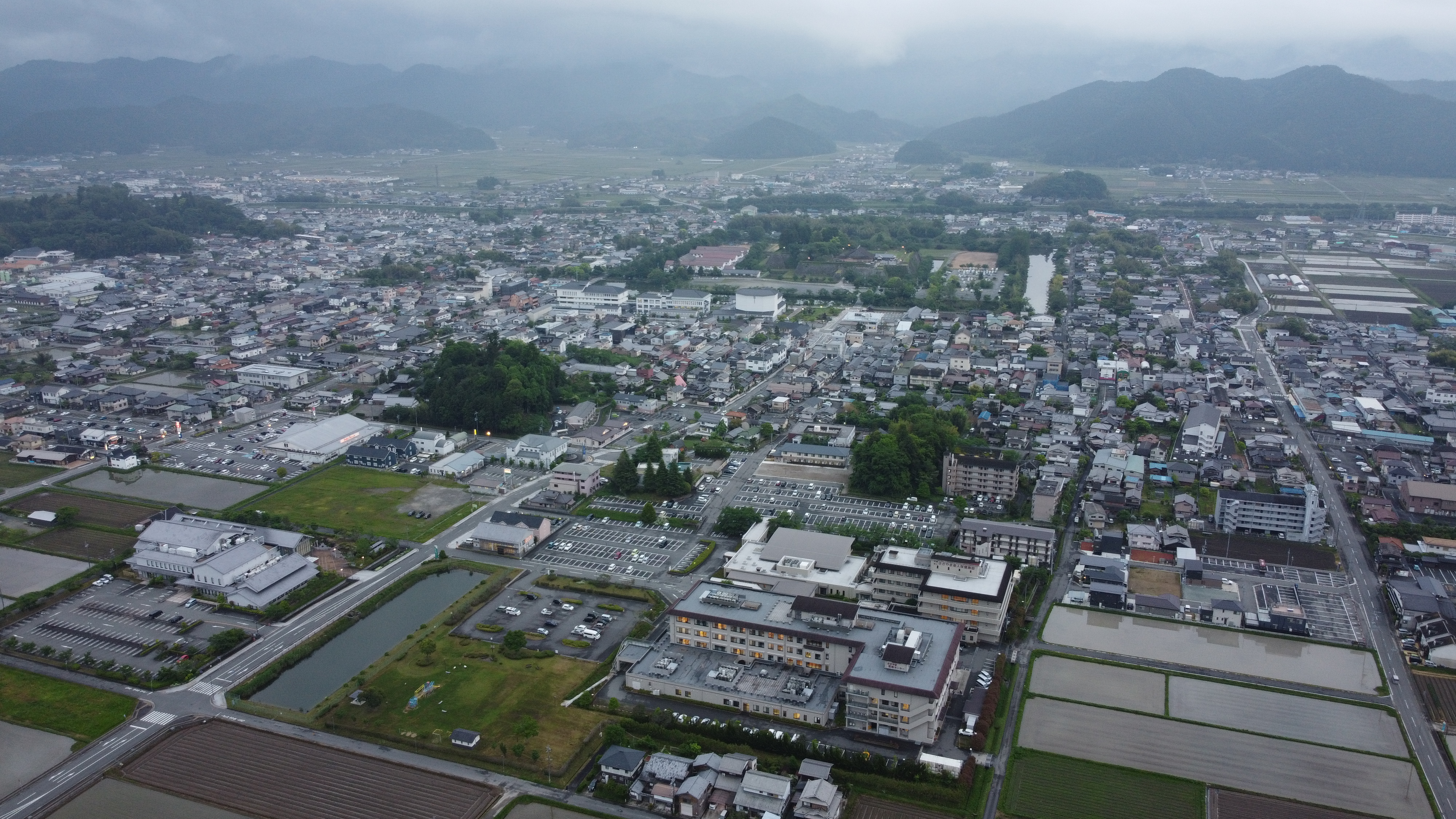
兵庫医科大学ささやま医療センター空撮

- 先端医学研究所
- 兵庫医科大学病院
- ささやま医療センター
- リハビリテーションセンター
- ささやま老人保健施設
- ささやま居宅介護支援事業所

## 学生生活

### 大学祭
醫聖祭と称し、毎年創立記念日（11月22日）前後に行われている。

## 大学関係者
- 理事長：太城力良
- 学長：野口光一
- 兵庫医科大学の人物一覧

## 施設

### 西宮キャンパス
- 阪神電鉄武庫川駅西出口より徒歩約5分
- 阪神バス高須東線「兵庫医科大学病院前」停留所すぐ
  - JR甲子園口発着・市道小曽根線経由便のうち、併設する兵庫医科大学病院の外来診療受付時間帯である平日日中のみ経由。なお、この便は甲子園駅は経由しない。

### 神戸キャンパス
- 神戸新交通ポートアイランド線みなとじま駅（キャンパス前）より徒歩10分
- 三ノ宮駅より神姫バスのポーアイキャンパス線で12分「ポーアイキャンパス東バス停」下車すぐ

### 篠山キャンパス
- JR篠山口駅西出口よりバスで約20分（二階町バス停下車）

## 対外関係

### 他大学との協定

#### 国内
- 同じく西宮市に本拠を置く関西学院大学との間で学術交流協定を締結している。
- 大学コンソーシアムひょうご神戸に参加している。
- 6年次の学外実習においては、本学と大阪医科大学・関西医科大学・近畿大学医学部の4大学間で、学生の相互受け入れを行っている。

#### 国外
- ザールランド大学、ビュルツブルグ大学[1]
- 汕頭大学医学院[1]
- リエカ大学医学部[1]
- カリフォルニア大学サンディエゴ校医学部[1]
- ソフィア医科大学[1]
- アデレード大学[1]

## 出来事
- 2007年（平成19年）4月に、同大学病院の研修医が医師法に違反して、別の病院でアルバイト診療をしていたことが発覚。これを受け、厚生労働省近畿厚生局が、全国で初めて実態調査を実施したところ、大阪大学病院・大阪市立大学病院・神戸大学病院など大阪府･兵庫県内計26の病院で、計98人もの研修医のバイト診療が判明した[4]。
- 2005年のJR福知山線脱線事故で、負傷者の手当てを行った同大学病院の元看護師の35歳の女性が、2006年に心的外傷後ストレス障害（PTSD）と診断された。西宮労働基準監督署に労災申請したが却下されたため、「野戦病院並の環境下でPTSDになった」として、神戸地方裁判所尼崎支部に対し、労災認定を求め訴えを起こした[5]。
- 2024年（令和6年）2月27日、解剖実習用に提供を受けた献体を無断で火葬したにもかかわらず、6年半にわたり遺族への連絡を怠ったことで精神的苦痛を受けたとして、遺族の女性が大学を相手取り1100万円の損害賠償を求めた訴訟の判決で、神戸地方裁判所は、大学に150万円の賠償を命じた。判決などによると、兵庫医科大は2014年2月に献体を受け、解剖実習を行った後、2015年4月に火葬した。この間必要な遺族への連絡をせず、2021年10月に長女から問い合わせがあるまで遺骨の返還を怠った[6][7]。